# Truck Sport Lutz Bernau
El Truck Sport Lutz Bernau fue un equipo alemán que participaba en el Campeonato de Europa de Camiones (ETRC). Su dueño y fundador es el expiloto alemán Lutz Bernau, bicampeón del ETRC. En 2019, su última temporada, corrió con dos MAN TGS, el #23 pilotado por Antonio Albacete y el #64 pilotado por Luis Recuenco. Al término de ésta cerró operaciones.

## Historia
El equipo fue fundado en 2005 cuando Lutz Bernau dejó de competir para ser director de equipo. En 2005 tuvo como piloto a Ellen Löhr. 
En 2006 corrieron un gran premio teniendo de piloto a Jean-Philippe Belloc.
En 2007 tiene un camión a tiempo completo pilotado por Jean-Philippe Belloc en todas las rondas del campeonato excepto en el Circuito de Albacete, donde pilotó el alemán Markus Oëstreich.
En 2008 tienen como piloto al francés Jean-Philippe Belloc, quien acaba quinto en la general con cuatro podios.
En 2009 el equipo no corrió como tal, sino que preparó los camiones del equipo Birds Motorsport.
En 2010, tras integrar la estructura del Birds Motorsport, con Christopher Levett, el equipo consigue 2 poles y tres victorias de carrera. Al tener un solo piloto, el equipo participa en el campeonato por equipos junto al Equipo Cepsa, cuyo piloto era Antonio Albacete. Terminan el campeonato por equipos en segunda posición. El motivo por el cual concurrieron juntos (y así harían durante varios años) era porque el Truck Sport Lutz Bernau era el que preparaba el camión al Equipo Cepsa.
Tras la salida de Levett en 2011 a Buggyra, el equipo incorpora al alemán Uwe Nittel, quien acaba séptimo con nueve podios y una pole position. De nuevo participa en el campeonato por equipos junto al Equipo Cepsa y Antonio Albacete. Este año lograrían imponerse en el campeonato.

En 2012 Uwe Nittel abandona el equipo y es fichado el francés Dominique Lachèze, quien consiguió una victoria de carrera, en Nogaro. Ese año el equipo no participó en el título por equipos, y Lachèze acabó octavo.

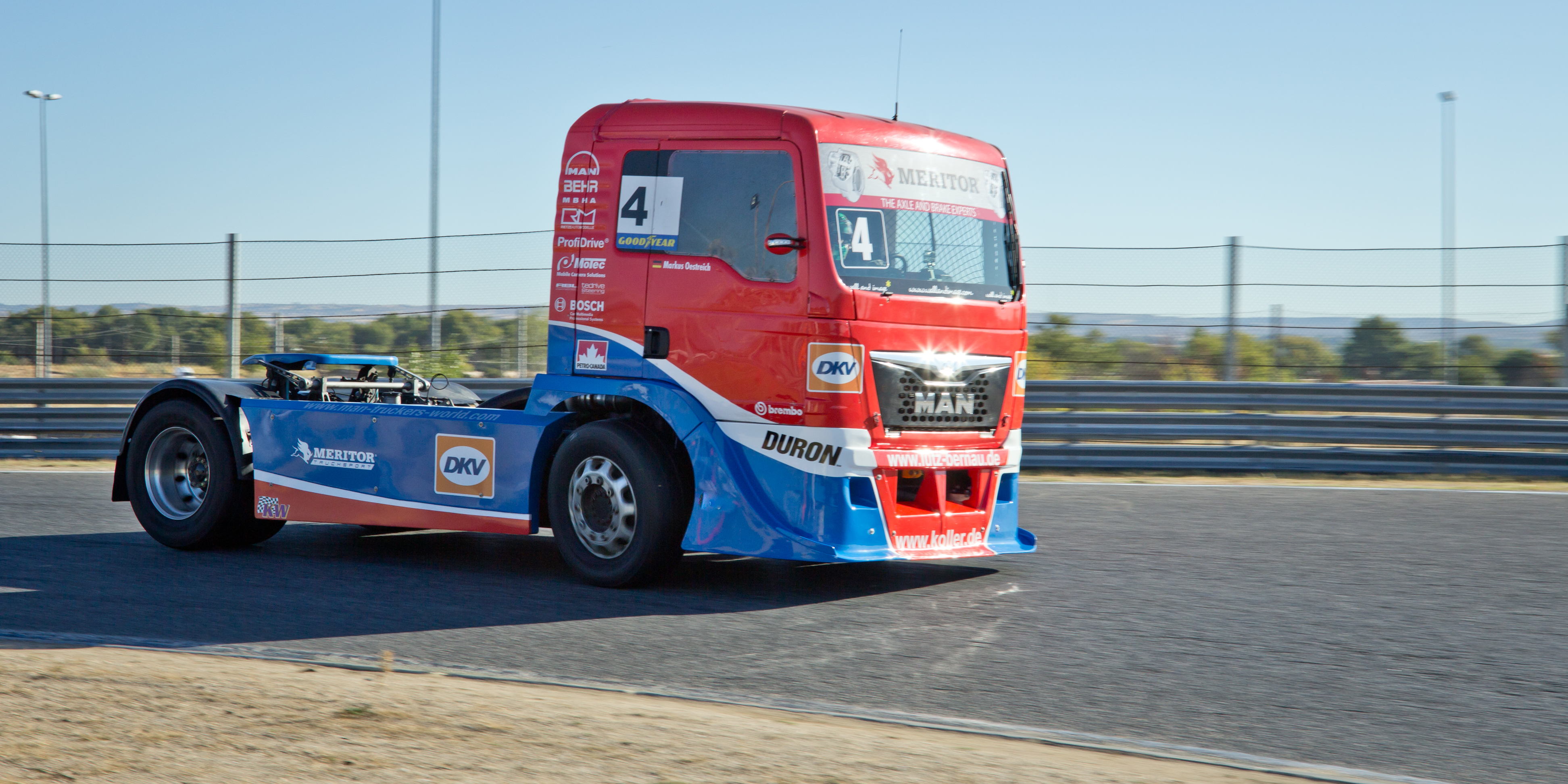
Markus Oëstreich, piloto del Truck Sport Lutz Bernau en 2013, en el GP Camión de España de ese mismo año.

En 2013 Lachèze abandona el equipo, quien consigue fichar a uno de los mejores pilotos de la parrilla, el campeón de 2004, Markus Oëstreich. El alemán consiguió dos poles, tres victorias de carrera y finalizó el campeonato en tercera posición. El Truck Sport Lutz Bernau volvió a hacer equipo con el Equipo Cepsa, y se volvió a proclamar campeón por equipos. 
Tras la salida de Oëstreich en 2014, el equipo ficha a otro de los mejores pilotos en parrilla, Markus Bösiger, campeón del ETRC en 2007. El suizo ganó cuatro carreras y fue sexto en la general. Por segundo año consecutivo, el equipo logra proclamarse campeón por equipos, de nuevo junto al Equipo Cepsa y su piloto Antonio Albacete.
En 2015 el equipo vuelve a cambiar de piloto, llegando Ellen Löhr, quien acabó décima en la general. Junto al Equipo Cepsa, el Truck Sport Bernau acaba en cuarta posición en el título por equipos. En 2016 vuelve a competir con Ellen Löhr, quien acaba novena con el segundo puesto en la última carrera de la temporada, la carrera 4 de Le Mans como momento cumbre. Puesto que el Equipo Cepsa se había retirado de la competición, el equipo tuvo que buscar una nueva alianza para el título por equipos, y la encontró en el Team Hahn Racing, cuyo piloto era Jochen Hahn, y compiten bajo el nombre WOW! Women on wheeels, terminando en cuarta posición.
En 2017 Löhr sale del equipo y llega el español Antonio Albacete, tricampeón del ETRC, que no había participado en la temporada del año 2016 dad la retirada del Equipo Cepsa. El español consiguió tres victorias (una en Slovakia Ring y dos en el Circuito del Jarama), y finalizó quinto en la general. Participó en el título por equipos junto a José Rodrigues, del Reboconorte Racing Truck Team. Juntos finalizan en quinta y última posición del título por equipos.
En 2018 el camión de Albacete fue vendido  al piloto español Luis Recuenco, por lo que parecía que Albacete no tendría sitio para disputar el campeonato ese año. Sin embargo, semanas antes del debut en Misano, el equipo preparó un camión a partir de restos de otros camiones, por lo que por primera vez habría dos camiones del equipo en pista, el #23 de A. Albacete y el #32 de Luis Recuenco. Ese año, Albacete ganó cuatro carreras (en Nürburgring, Slovakia Ring, Zolder y Le Mans), finalizando el campeonato en una meritoria tercera posición, mientras que Recuenco fue quinto en su año debut en la Grammer Truck Cup y 19º en la general con dos puntos. El equipo acabó cuarto (de siete) en el título por equipos.
En 2019 mantiene la alineación de pilotos del año 2018, cambiando el dorsal de Recuenco al #64. Sin embargo, los pilotos no participan conjuntamente en el título por equipo como en 2018, sino que Albacete lo hace junto al piloto del SL Trucksport, Sascha Lenz, bajo el nombre de Löwen Power («Poder de leones»), mientras que Recuenco no participa en el título por equipos. El equipo consiguió dos victoria, en Slovakia Ring y Zolder, por A. Albacete, que finalizó segundo en la general y segundo en el título de equipos junto a Lenz, mientras que Recuenco finalizó 14º con 25 puntos en la general y tercero en la Grammer Truck Cup con cuatro victorias de esa categoría: dos en Misano, una en Slovakia Ring y otra en Zolder.
Al término de esa temporada, Lutz Bernau se jubiló y desintegró el equipo. Parte de los mecánicos y trabajadores del equipo se unieron al equipo inglés de Terry Gibbon, el T Sport Racing, dando lugar al T Sport Bernau, cuyo piloto será Antonio Albacete, mientras que Recuenco, que era propietario del camión con el que corría, junto a sus mecánicos, fundó el Recuenco Team, con el que correrá en 2020.

## Resultados

### Resultados del equipo en el Campeonato de equipos del ETRC
Nota: en los años 2016 y 2019 no corrieron con el nombre de Truck Sport Lutz Bernau, sino con el de Wow! Women on wheels y Löwen Power.
| Año  | Vehículo | Pilotos            | Pos. |
| ---- | -------- | ------------------ | ---- |
| 2010 | MAN      | Christopher Levett | 2    |
| 2011 | MAN      | Uwe Nittel         | 1    |
| 2013 | MAN      | Markus Oëstreich   | 1    |
| 2014 | MAN      | Markus Bösiger     | 1    |
| 2015 | MAN      | Ellen Löhr         | 4    |
| 2016 | MAN      | Ellen Lohr         | 3    |
| 2017 | MAN      | Antonio Albacete   | 5    |
| 2018 | MAN      | Antonio Albacete   | 4    |
| 2018 | MAN      | Luis Recuenco      | 4    |
| 2019 | MAN      | Antonio Albacete   | 2    |

### Resultados de los pilotos del Truck Sport Lutz Bernau en el ETRC
| Año  | Camión | N.º | Pilotos              | 1      | 1       | 1       | 1      | 2      | 2       | 2      | 2       | 3       | 3       | 3       | 3      | 4      | 4       | 4       | 4       | 5       | 5       | 5      | 5       | 6      | 6       | 6      | 6       | 7       | 7       | 7      | 7       | 8       | 8       | 8       | 8       | 9      | 9       | 9       | 9       | 10     | 10     | 10      | 10      | 11    | 11     | 11     | 11     | Posición | Puntos |
| ---- | ------ | --- | -------------------- | ------ | ------- | ------- | ------ | ------ | ------- | ------ | ------- | ------- | ------- | ------- | ------ | ------ | ------- | ------- | ------- | ------- | ------- | ------ | ------- | ------ | ------- | ------ | ------- | ------- | ------- | ------ | ------- | ------- | ------- | ------- | ------- | ------ | ------- | ------- | ------- | ------ | ------ | ------- | ------- | ----- | ------ | ------ | ------ | -------- | ------ |
| 2006 | MAN    | 220 | Jean-Philippe Belloc | BAR    | BAR     | BAR     | BAR    | MIS    | MIS     | MIS    | MIS     | ALB     | ALB     | ALB     | ALB    | NOG    | NOG     | NOG     | NOG     | NUR     | NUR     | NUR    | NUR     | MOS    | MOS     | MOS    | MOS     | ZOL     | ZOL     | ZOL    | ZOL     | JAR     | JAR     | JAR     | JAR     | LMS 16 | LMS 11  | LMS 13  | LMS 12  |        |        |         |         |       |        |        |        | 22º      | 0      |
| 2007 | MAN    | 17  | Jean-Philippe Belloc | BAR 6  | BAR Ret | BAR Ret | BAR 7  | ZOL 8  | ZOL 16  | ZOL 12 | ZOL 10  | ALB     | ALB     | ALB     | ALB    | NOG 5  | NOG 5   | NOG Ret | NOG 7   | NUR 6   | NUR 6   | NUR 6  | NUR 3   | MOS 6  | MOS 5   | MOS 2  | MOS 3   | LMS 8   | LMS 7   | LMS 7  | LMS Ret | MIS 7   | MIS 7   | MIS 5   | MIS 4   | JAR 7  | JAR 8   | JAR 5   | JAR 5   |        |        |         |         |       |        |        |        | 7º       | 149    |
| 2007 | MAN    | 17  | Markus Oëstreich     | BAR    | BAR     | BAR     | BAR    | ZOL    | ZOL     | ZOL    | ZOL     | ALB Ret | ALB 5   | ALB 5   | ALB 17 | NOG    | NOG     | NOG     | NOG     | NUR     | NUR     | NUR    | NUR     | MOS    | MOS     | MOS    | MOS     | LMS     | LMS     | LMS    | LMS     | MIS     | MIS     | MIS     | MIS     | JAR    | JAR     | JAR     | JAR     |        |        |         |         |       |        |        |        | 16º      | 14     |
| 2008 | MAN    | 7   | Jean-Philippe Belloc | BAR 6  | BAR 4   | BAR 4   | BAR 4  | MIS 4  | MIS 5   | MIS 5  | MIS 3   | ALB 4   | ALB 3   | ALB Ret | ALB 15 | NOG 4  | NOG 4   | NOG 6   | NOG 4   | NUR 3   | NUR Ret | NUR 5  | NUR 4   | MOS 6  | MOS Ret | MOS 6  | MOS Ret | ZOL 6   | ZOL 5   | ZOL 5  | ZOL 4   | LMS 5   | LMS 4   | LMS 2   | LMS 4   | JAR 5  | JAR 5   | JAR 4   | JAR 7   |        |        |         |         |       |        |        |        | 5º       | 239    |
| 2010 | MAN    | 5   | Christopher Levett   | MIS 9  | MIS C   | MIS 6   | MIS 13 | ALB 13 | ALB Ret | ALB 12 | ALB 9   | NOG 2   | NOG 4   | NOG 2   | NOG 6  | NUR 1  | NUR Ret | NUR 3   | NUR 4   | SMO 4   | SMO 6   | SMO 9  | SMO 6   | MOS 3  | MOS 13  | MOS 5  | MOS 1   | ZOL Ret | ZOL 11  | ZOL 7  | ZOL Ret | LMS 1   | LMS 5   | LMS 5   | LMS 6   | JAR 4  | JAR 6   | JAR 4   | JAR Ret |        |        |         |         |       |        |        |        | 6º       | 210    |
| 2011 | MAN    | 9   | Uwe Nittel           | DON 3  | DON 3   | DON 4   | DON 2  | MIS 5  | MIS Ret | MIS 5  | MIS 4   | ALB DSQ | ALB 9   | ALB 3   | ALB 17 | NOG 2  | NOG 6   | NOG 3   | NOG 7   | NUR 3   | NUR 3   | NUR 3  | NUR DNS | SMO 10 | SMO 5   | SMO 6  | SMO 11  | MOS 8   | MOS Ret | MOS 6  | MOS 3   | ZOL 13  | ZOL 7   | ZOL Ret | ZOL DNS | JAR 6  | JAR 4   | JAR Ret | JAR 8   | LMS 2  | LMS 5  | LMS DNS | LMS DNS |       |        |        |        | 7º       | 215    |
| 2012 | MAN    | 19  | Dominique Lachèze    | EST 7  | EST 10  | EST 5   | EST 11 | MIS 6  | MIS 10  | MIS 12 | MIS 7   | JAR 5   | JAR 8   | JAR 13  | JAR 15 | NOG 8  | NOG 1   | NOG 5   | NOG Ret | DON 6   | DON 2   | DON 10 | DON Ret | NUR 8  | NUR Ret | NUR 8  | NUR 2   | SMO 9   | SMO 10  | SMO 8  | SMO 4   | MOS 6   | MOS 3   | MOS 7   | MOS 8   | ZOL 6  | ZOL 15  | ZOL 6   | ZOL 10  | JAR 4  | JAR 8  | JAR 6   | JAR 14  | LMS 7 | LMS 19 | LMS 18 | LMS 12 | 8º       | 159    |
| 2013 | MAN    | 4   | Markus Oëstreich     | MIS 3  | MIS 2   | MIS 10  | MIS 8  | NAV 1  | NAV 4   | NAV 3  | NAV Ret | NOG 4   | NOG 3   | NOG 3   | NOG 4  | RBR 4  | RBR 12  | RBR 1   | RBR Ret | NUR 4   | NUR 3   | NUR 5  | NUR 2   | SMO 5  | SMO 4   | SMO 5  | SMO 3   | MOS 3   | MOS 9   | MOS 2  | MOS 4   | ZOL 3   | ZOL 4   | ZOL 2   | ZOL 4   | JAR 3  | JAR 1   | JAR DNS | JAR DNS | LMS 4  | LMS 8  | LMS 10  | LMS 5   |       |        |        |        | 3º       | 316    |
| 2014 | MAN    | 7   | Markus Bösiger       | MIS 3  | MIS 4   | MIS 6   | MIS 5  | NAV 4  | NAV 7   | NAV 3  | NAV 5   | NOG 4   | NOG 3   | NOG 6   | NOG 1  | RBR 5  | RBR 5   | RBR 4   | RBR 3   | NUR 6   | NUR 1   | NUR 6  | NUR 10  | MOS 5  | MOS 13  | MOS 5  | MOS 2   | ZOL 5   | ZOL 1   | ZOL 6  | ZOL Ret | JAR 6   | JAR 11  | JAR 7   | JAR 1   | LMS 6  | LMS 2   | LMS 8   | LMS 7   |        |        |         |         |       |        |        |        | 6º       | 235    |
| 2015 | MAN    | 12  | Ellen Lohr           | VAL 8  | VAL 6   | VAL 7   | VAL 8  | RBR 11 | RBR 8   | RBR 9  | RBR 7   | MIS Ret | MIS 8   | MIS 15  | MIS 9  | NOG 9  | NOG 9   | NOG 9   | NOG 8   | NUR 9   | NUR Ret | NUR 11 | NUR 8   | MOS 10 | MOS 10  | MOS 7  | MOS 7   | HUN 7   | HUN 5   | HUN 5  | HUN 9   | ZOL 6   | ZOL 7   | ZOL 6   | ZOL 8   | JAR 10 | JAR 10  | JAR 9   | JAR 9   | LMS 10 | LMS 10 | LMS 9   | LMS 7   |       |        |        |        | 10º      | 109    |
| 2016 | MAN    | 10  | Ellen Lohr           | RBR 9  | RBR Ret | RBR 11  | RBR 10 | MIS 6  | MIS 8   | MIS 11 | MIS 10  | NOG 7   | NOG 4   | NOG 6   | NOG 8  | NUR 10 | NUR 9   | NUR 9   | NUR 9   | HUN Ret | HUN 11  | HUN 4  | HUN 12  | MOS 9  | MOS 8   | MOS 13 | MOS 8   | ZOL 10  | ZOL 9   | ZOL 9  | ZOL 8   | LMS 7   | LMS 4   | LMS 8   | LMS 7   | JAR 7  | JAR Ret | JAR 7   | JAR 2   |        |        |         |         |       |        |        |        | 9º       | 102    |
| 2017 | MAN    | 23  | Antonio Albacete     | RBR 10 | RBR 7   | RBR 3   | RBR 4  | MIS 4  | MIS 4   | MIS 3  | MIS 4   | NUR 4   | NUR Ret | NUR 9   | NUR C  | SVK 5  | SVK 1   | SVK 2   | SVK 7   | HUN 11  | HUN 6   | HUN 4  | HUN 9   | MOS 5  | MOS 6   | MOS 3  | MOS 5   | ZOL 4   | ZOL 3   | ZOL 3  | ZOL 5   | LMS 6   | LMS 2   | LMS 9   | LMS 9   | JAR 1  | JAR 2   | JAR 8   | JAR 1   |        |        |         |         |       |        |        |        | 5º       | 255    |
| 2018 | MAN    | 23  | Antonio Albacete     | MIS 3  | MIS 10  | MIS 5   | MIS 3  | HUN 9  | HUN 8   | HUN 16 | HUN 6   | NUR 1   | NUR 6   | NUR 2   | NUR 3  | SVK 1  | SVK 6   | SVK EX  | SVK 11  | MOS 4   | MOS Ret | MOS 5  | MOS 9   | ZOL 1  | ZOL 4   | ZOL 2  | ZOL 6   | LMS 4   | LMS 5   | LMS 7  | LMS 1   | JAR 2   | JAR 6   | JAR 2   | JAR 6   |        |         |         |         |        |        |         |         |       |        |        |        | 3º       | 249    |
| 2018 | MAN    | 32  | Luis Recuenco        | MIS 16 | MIS EX  | MIS 17  | MIS 13 | HUN 12 | HUN 13  | HUN 15 | HUN 13  | NUR 19  | NUR 16  | NUR Ret | NUR 18 | SVK 9  | SVK 12  | SVK Ret | SVK 14  | MOS 16  | MOS 15  | MOS 14 | MOS 12  | ZOL 13 | ZOL 14  | ZOL 13 | ZOL 12  | LMS DSQ | LMS 13  | LMS 18 | LMS 16  | JAR DNS | JAR 14  | JAR 13  | JAR Ret |        |         |         |         |        |        |         |         |       |        |        |        | 19º      | 2      |
| 2019 | MAN    | 23  | Antonio Albacete     | MIS 3  | MIS 2   | MIS 5   | MIS 6  | HUN 2  | HUN 7   | HUN 4  | HUN 3   | SVK Ret | SVK 8   | SVK 7   | SVK 1  | NUR 2  | NUR 7   | NUR 2   | NUR 3   | MOS 4   | MOS 2   | MOS C  | MOS C   | ZOL 2  | ZOL 4   | ZOL 6  | ZOL 1   | LMS 3   | LMS 5   | LMS 2  | LMS 6   | JAR 2   | JAR 2   | JAR 3   | JAR 4   |        |         |         |         |        |        |         |         |       |        |        |        | 2º       | 266    |
| 2019 | MAN    | 64  | Luis Recuenco        | MIS 8  | MIS 5   | MIS 16  | MIS 14 | HUN 10 | HUN 10  | HUN 13 | HUN 11  | SVK 6   | SVK 10  | SVK 11  | SVK 9  | NUR 13 | NUR 11  | NUR 13  | NUR 16  | MOS 10  | MOS 7   | MOS C  | MOS C   | ZOL 13 | ZOL 14  | ZOL 12 | ZOL Ret | LMS 9   | LMS Ret | LMS 12 | LMS 9   | JAR 14  | JAR Ret | JAR 12  | JAR 15  |        |         |         |         |        |        |         |         |       |        |        |        | 14º      | 25     |

### Resultados de sus pilotos en la Grammer Truck Cup
| Año  | Camión | N.º | Pilotos       | 1     | 1      | 1     | 1     | 2     | 2     | 2     | 2     | 3     | 3     | 3       | 3     | 4     | 4     | 4       | 4     | 5     | 5     | 5     | 5     | 6     | 6     | 6     | 6       | 7       | 7       | 7     | 7     | 8       | 8       | 8     | 8       | Posición | Puntos |
| ---- | ------ | --- | ------------- | ----- | ------ | ----- | ----- | ----- | ----- | ----- | ----- | ----- | ----- | ------- | ----- | ----- | ----- | ------- | ----- | ----- | ----- | ----- | ----- | ----- | ----- | ----- | ------- | ------- | ------- | ----- | ----- | ------- | ------- | ----- | ------- | -------- | ------ |
| 2018 | MAN    | 32  | Luis Recuenco | MIS 7 | MIS EX | MIS 7 | MIS 4 | HUN 4 | HUN 4 | HUN 7 | HUN 5 | NUR 9 | NUR 4 | NUR Ret | NUR 7 | SVK 2 | SVK 5 | SVK Ret | SVK 6 | MOS 7 | MOS 7 | MOS 5 | MOS 3 | ZOL 4 | ZOL 6 | ZOL 4 | ZOL 5   | LMS DSQ | LMS 4   | LMS 8 | LMS 6 | JAR DNS | JAR 6   | JAR 4 | JAR Ret | 5º       | 166    |
| 2019 | MAN    | 64  | Luis Recuenco | MIS 1 | MIS 1  | MIS 6 | MIS 6 | HUN 2 | HUN 2 | HUN 5 | HUN 3 | SVK 1 | SVK 3 | SVK 3   | SVK 2 | NUR 4 | NUR 2 | NUR 3   | NUR 6 | MOS 3 | MOS 6 | MOS C | MOS C | ZOL 5 | ZOL 5 | ZOL 5 | ZOL Ret | LMS 1   | LMS Ret | LMS 4 | LMS 3 | JAR 4   | JAR Ret | JAR 4 | JAR 6   | 3º       | 270    |